# Suncus ater
Il toporagno nero (Suncus ater Medway, 1965) è un mammifero soricomorfo appartenente alla famiglia Soricidae, endemico del Borneo settentrionale.

## Distribuzione
La specie è conosciuta solo dall'olotipo raccolto sul monte Kinabalu nel Borneo malese a 1.650 metri. È probabile che sia presente in un'area più vasta della regione montuosa borneese.